# Гозиуш, Карл Карлович (младший)
Карл Карлович Гозиуш (1808—1847) — подполковник, герой Кавказских походов.

## Биография
Сын генерал-майора корпуса инженеров путей сообщения Карла Карловича Гозиуша-старшего — тоже Георгиевского кавалера.
Родился в 1808 году, из дворян, вероисповедания римско-католического. Образование получил в Дворянском полку, в который поступил 21 февраля 1820 года. Выпущен 25 июня 1827 года прапорщиком в Эриванский карабинерный полк, был батальонным адъютантом.
В 1828—1829 годах сражался с турками на Кавказе. За отличие при штурме Карса в 1828 году награждён орденом св. Анны 4-й степени, в приказе было сказано «19-го июня при обозрении крепости, в последующие дни в прикрытии батарей и наконец во время занятия предместья укреплённой горы Карадаг и в экспедиции для пресечения пути бежавших турок, исполнял свой долг с усердием и примерною решимостью». Затем находился при взятии Ахалкалаки и Ахалциха, за эти дела получил орден св. Анны 3-й степени «5-го августа, при отражении сильной неприятельской атаки на артиллерию вёл себя весьма храбро. 6-го, 8-го, 9-го, 11-го, 12-го и 14-го чисел в прикрытии осадных работ обратил на себя внимание деятельностью и распорядительностью. 15-го, во время приступа, был в прикрытии взятого нами центрального бастиона, отличил себя мужеством и неустрашимостью». В 1829 году Гозиуш сражался под Эрзерумом и 24 сентября за боевые отличия был произведён в подпоручики.
С 1830 года Гозиуш непрерывно находился в походах против горцев в Дагестане и Чечне. В 1831 году за отличие в сражении с отрядами Кази-муллы произведён в поручики (со старшинством от 14 июня 1833 года). В кампании 1832 года он отличился при штурме укреплённого аула Гимры и был награждён орденом св. Станислава 4-й (3-й) степени «В экспедициях против кистинцев, галгаевцев и чеченцев, во всех почти перестрелках с ними находился в цепи застрельщиков, равно и при истреблении непокорных аулов оказывал постоянно примерную храбрость и неустрашимость. 17-го октября, при взятии штурмом завалов, расположенных на высотах Гимринского ущелья, командовал ротой и в полной мере содействовал к овладению сими завалами».
7 декабря 1835 года произведён в штабс-капитаны. С 5 марта 1837 года Гозиуш был командиром 4-й карабинерной роты 4-го батальона Эриванского полка.
В 1838 году Гозиуш состоял при генерале Симборском и находился на Черноморском побережье, принимал участие в строительстве укрепления на реке Сочи. Здесь он вновь отличился при защите этого укрепления и 22 апреля 1839 года был награждён золотой полусаблей с надписью «За храбрость». За участие в спасении разбившихся у Сочи военных и купеческих судов Гозиуш получил Монаршее благоволение.
За отличие в кампании 1839 года в Кахетии, где он командуя 6-й ротой принял участие в отражении набега дагестанских горцев, Гозиуш 10 марта 1840 года был произведён в капитаны.
22 сентября 1844 года Гозиуш за отличие в сражении с горцами при Елису был произведён в подполковники и награждён орденом св. Владимира 4-й степени с бантом. Тогда же он получил в командование 3-й батальон Эриванского полка. В августе 1845 года он вновь отличился в экспедиции в Дидойское ущелье и бал награждён орденом св. Анны 2-й степени: «Личным мужеством в делах с неприятелем умел одушевлять своих подчинённых, со стойкостью выдерживать огонь, быстро опрокидывать при атаке, что и доказал, командуя лично двумя ротами на левом фланге при взятии Кидиро и затем командуя всем батальоном под Хупро, где, находясь на правом фланге, отразил усиленный натиск горцев и при общей атаке смело и стройно повёл свой батальон в штыки».
1 января 1847 года за беспорочную выслугу 25 лет в офицерских чинах Гозиуш был награждён орденом св. Георгия 4-й степени (№ 7596 по кавалерскому списку Григоровича — Степанова).
Женат на дворянке Александре Петровне Кноблох, православного вероисповедания. Детей у супругов не было.
Скончался 19 мая 1847 года в крепости Новые Закаталы от холеры.